# Francesc Marçal
Francesc Marçal (Maó, 1591 - Ciutat de Mallorca, 1688), filòsof, lul·lista i teòleg.

## Biografia
El seu pare era ferrer, ofici que va seguir el seu germà Rafel, mentre un altre germà, Bartomeu, també va ser franciscà. Ingressà a l'orde franciscà de molt jove, i en va ser provincial el 1657. Ensenyà teologia a Roma i a la Ciutat de Mallorca (en el Col·legi de Sant Francesc), i filosofia lul·liana a la Universitat Literària d'aquesta darrera ciutat. Va ser examinador sinodal de la diòcesi mallorquina. Com a filòsof estudià duns Escot, la presència del qual anima totes les seves obres. Per una part intentà remarcar el parentiu de Ramon Llull amb l'escotisme i de l'altra harmonitzar Escot amb Sant Tomàs.

## El lul·lisme
El lul·lisme és el nucli de l'obra marçaliana. El 1645 la Ciutat de Mallorca el nomenà síndic per sostenir a Roma la Causa lul·liana. Amb aquest objectiu va escriure el Breve Memorial. Per tal d'evitar les falses interpretacions de Llull, propugnà el retorn als seus texts, i publicà l'Ars Brevis (1669) i l'Ars Magna (1645), amb notes i índexs. Denuncià les tergiversacions del pensament de Llull produïdes pels comentaristes renaixentistes, i assajà una restauració de les autèntiques doctrines lul·lianes. En aquesta línia escrigué entre 1666 i 1673 el Dialecticum certamen Artis lulianae, el Nova et connaturalis discurrendi methodus, el Tractatus de applicatione Artis Lullianae ad singularia Caramuelis i la seva obra més important, que és Quaestiones difficiles super quatuor libros Magistri Sententiarum cum resolutionibus et Summa Lulliana (1673), d'una orientació doctrinal netament escotista, on fa un resum del pensament lul·lià en 140 qüestions entorn del llibre de les Sentències de Pere Lombard. La posició de Marçal apareix clara en la correspondència que sostingué amb el lul·lista francès François Maleval, publicades com Epistolae familiares pro Arte generali in B. Lulli obsequium (1668-1669).
El 1683 publicà una versió modernitzada de l'Exercici de la Santa Creu de Calders: Tractat anomenat Exercici de la Santa Creu, compost per un pare menor... (i) traduït en llengua vulgar corrent. Any 1682. (1683), acostant-se als corrents de la mística renaixentista.

## Francesc Marçal i el preu del blat a Menorca
Marçal va escriure el llibre Tractat especial qual sia el just preu del blat en la isla de Menorca, des que comença la collita fins que s'assenyala l'aforació d'aquella (1650). En aquesta obra pretén establir la manera de fixar el preu del blat. Considera que les dimensions de l'illa afavoreixen l'establiment de monopolis i els vol evitar. Vol que s'asseguri l'abast de blat a tota la població. Els menorquins orientaven la producció pagesa cap a l'autosuficiència bladera, però en els anys dolents recorrien a la importació. Les universitats tenien botigues públiques on es venia el blat, que eren independents les unes de les altres: quan una vila era deficitària n'havia d'importar fent-se càrrec ella mateixa de la despesa. El blat menorquí valia 2 lliures i 5 sous per quartera i l'importat, amb uns majors costos, era més car. Un superàvit de mil quarteres creava un excés de blat i un dèficit de mil quarteres una gran mancança. Les autoritats cada any fixaven la taxa, preu taxat, a partir del coneixement de la producció total a començaments de setembre. Marçal sosté que la taxa havia de tenir efecte retroactiu sobre el preu legal dels mesos de juliol i agost, forçant que les operacions de compra-venda fossin a compte.